# Atheris matildae
Atheris matildae is een slang uit de familie van de adders (Viperidae). De soort werd ontdekt in 2011 en komt voor in Tanzania. De soort is sterk verwant aan Atheris ceratophora. De twee soorten scheidden zich waarschijnlijk rond 2,2 miljoen jaar geleden en zijn de enige soorten van dit geslacht met hoornachtige schubben boven de ogen.

## Naam en indeling
De wetenschappelijke naam van de soort werd voor het eerst voorgesteld door Michele Menegon, Timothy Richard Bentley Davenport en Kim M. Howell in 2011. De soortaanduiding matildae is een eerbetoon aan de herpetologe Matilda Davenport. Zij is de dochter van Tim Davenport, een van de beschrijvende auteurs van de slang.

## Uiterlijke kenmerken
Atheris matildae bereikt een totale lichaamslengte van ongeveer zestig centimeter en heeft uit-stekende schubben die op hoorns lijken boven de olijfgroene ogen. De functie van deze uitsteeksels is niet bekend. Het dier is zigzag in geel en zwart gekleurd. Mannetjes zijn donkerder en hebben een grotere kop dan vrouwtjes. Op zijn menu staan onder meer kikkers, die in het water worden buitgemaakt.

## Verspreiding en habitat
De beschrijvers vermoeden dat het dier zeldzaam is en slechts endemisch in één of enkele afgezonderde stukken bergwoud in het zuidwesten van Tanzania voorkomt. De habitat bestaat uit vochtige tropische en subtropische bergbossen.De soort is aangetroffen op een hoogte van 1995 meter boven zeeniveau. De slang leeft voornamelijk in bomen, maar grotere exemplaren leven vermoedelijk in holen op de grond. De habitat, zowat 100 km² groot, neemt in omvang af door houtkap en houtskoolproductie. De exacte ontdekkingslocatie wordt geheim gehouden om illegale handel van het dier te voorkomen.

## Beschermingsstatus
De beschrijvers verwachtten dat de IUCN het dier als met uitsterven bedreigd zal beschouwen. Door de internationale natuurbeschermingsorganisatie IUCN werd in 2014 inderdaad de beschermingsstatus 'ernstig bedreigd' toegewezen (Critically Endangered of CR). Biologen zijn al direct na de ontdekking van de slang begonnen met de kweek in gevangenschap. Dit om de diersoort voor uitsterven te behoeden en om de gevangen exemplaren op de markt te brengen in de hoop dat de wilde populaties dan met rust gelaten zouden worden.